# Elagolix

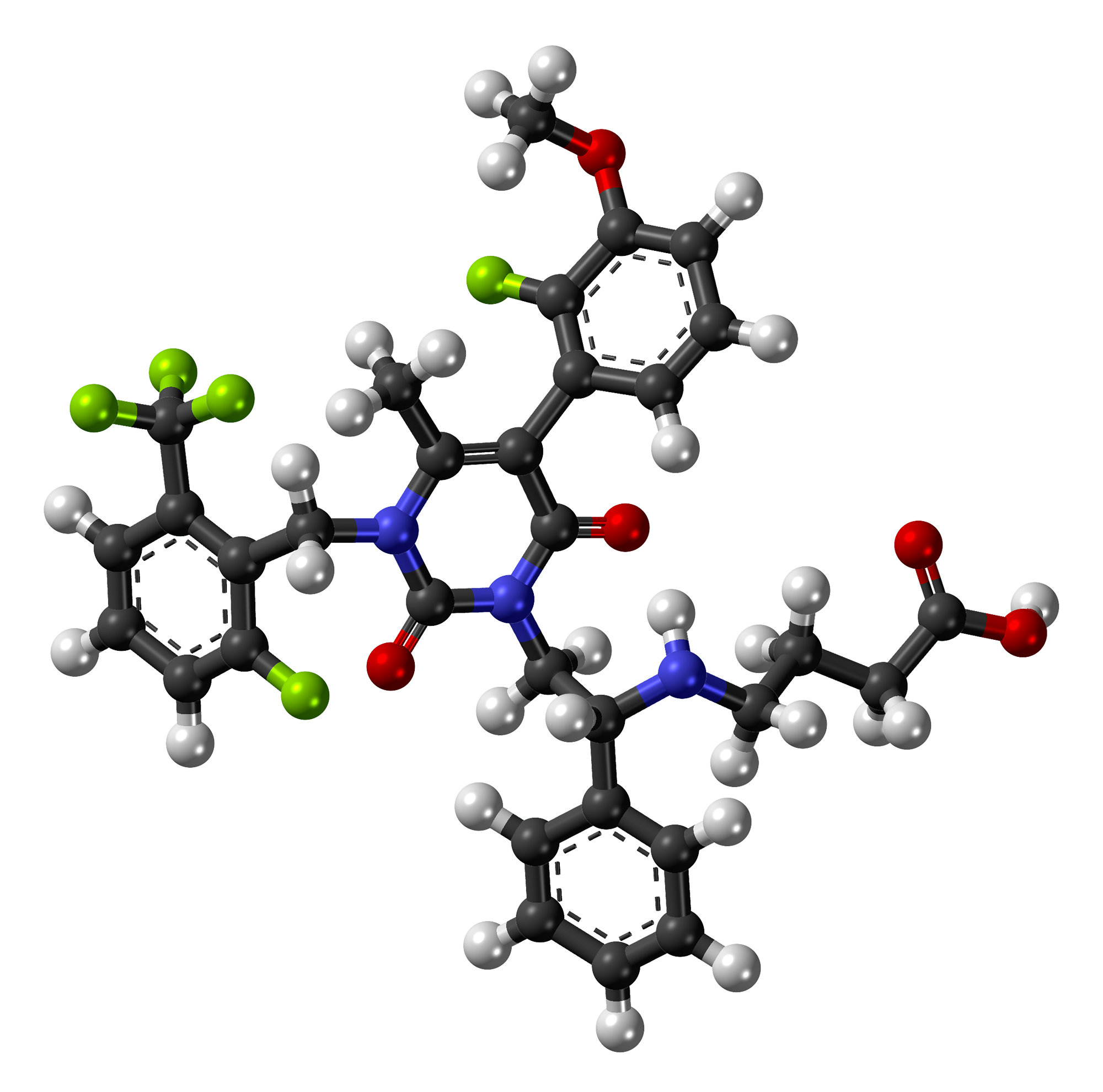
Molécule d’elagolix représenter avec des boulles et des bâtons.

L'elagolix est un médicament utilisé comme inhibiteur de l'hormone de libération des gonadotrophines hypophysaires, donné par voie orale. 

## Pharmacocinétique
Son absorption est rapide avec une demi-vie de 4 à 6 heures, avec une action dose dépendante sur la suppression de la sécrétion des hormones ovariennes. Son action est rapidement réversible à l'arrêt du traitement.  

## Efficacité
Il permet la diminution des douleurs pelviennes lors d'une endométriose.
Dans le fibrome utérin, il permet de diminuer les pertes sanguines.